# Fils de minuit
Les Fils de minuit (« Midnight Sons » en anglais) sont une équipe de super-héros évoluant dans l’univers Marvel de la maison d'édition Marvel Comics. Ils sont apparus pour la première fois en tant que groupe dans le comic book Ghost Rider (vol. 3) #28 en 1992.

## Biographie du groupe
Les Fils de minuit sont réunis par le Docteur Strange pour combattre Lilith, la reine des démons, libérée du ventre du Léviathan. Trois d’entre eux, Blade, Hannibal King et Frank Drake, étaient précédemment coéquipiers au sein des Nightstalkers.
L’équipe n'est plus en activité actuellement.

## Composition
- Docteur Strange
- Ghost Rider (Johnny Blaze)
- Ghost Rider II (Dan Ketch)
- Moon Knight
- Blade
- Hannibal King
- Frank Drake
- Morbius
- Louise Hastings
- Sam Buchanan
- Victoria Montesi
- Frère Vaudou
- Vengeance (Frank Badilino)
- Caretaker
- Jack Russell
- Modred le mystique (en)